# Thomas Michael Baier
Thomas Michael Baier (* 8. Mai 1950 in Wien) ist ein österreichischer Jurist und Diplomat.

## Leben
Thomas M. Baier studierte Rechtswissenschaften an der Universität Wien und trat nach der Promotion in den diplomatischen Dienst ein.
Sein erster Auslandsdienst führte Baier 1979 an die Botschaft Rom (Italien) und 1981 nach Bagdad (Irak). Ab 1983 war er wieder am Außenministerium in Wien tätig, in der Abteilung Vereinte Nationen und internationale Organisationen. 1984 kam er an die Botschaft Sofia (Bulgarien), wo er Dezember 1987 bis Juli 1988 als Geschäftsträger ad interim fungierte (zwischen August Tarter und Manfred Kiepach). In diesem Jahr wechselte er dann an die Ständige Vertretung Österreichs bei den Vereinten Nationen in Genf (Schweiz), dort war er September 1992 bis Oktober 1993 stellvertretender Missionsleiter für Ferdinand Mayrhofer-Grünbühel. Anschließend übernahm er die Leitung des Referates Internationales Umweltrecht im Völkerrechtsbüro des Außenministeriums in Wien. 1995 wurde er Vorsitzer der Arbeitsgruppe Geschäftsordnung der Alpenkonvention in Wien und Laibach (IV. Alpenkonferenz in Brdo 1996). 1997 bekam er den Vorsitz der Arbeitsgruppe Rechtsfragen des Basler Übereinkommens in Genf, ein internationales Abkommen zur Kontrolle gefährlicher Abfälle und ihrer Entsorgung.
August 1997 wurde Baier zum Botschafter in Addis Abbeba für die Demokratische Bundesrepublik Äthiopien berufen. Juni 2001 übernahm er ebendort den Vorsitz der Arbeitsgruppe Menschenrechte der Gebergemeinschaft, das sind die europäischen Entwicklungszusammenarbeitspartner der Afrikanischen Union (AU), in Addis Abbeba ist ein Koordinationsbüro der österreichischen Entwicklungszusammenarbeit (OEZA) und die Ständige Vertretung bei der Afrikanischen Union angesiedelt.
2001 wurde Baier Botschafter in Algier für die Demokratische Volksrepublik Algerien, wo der Bürgerkrieg der 1990er gerade zu einem Ende kam. 2006 kehrte er in den Innendienst zurück und wurde Leiter des Referats Multilaterale völkerrechtliche Fragen im Völkerrechtsbüro. 2010 fungiert er als Vorsitzender der Legal Drafting Group (Rechtsgestaltung) der Task Force für Internationale Kooperation bei Holocaust-Bildung, Gedenken und Forschung (ITF, heute IHRA) mit Hauptsitz Berlin.
November 2011 wurde Baier dann Botschafter in Skopje für die Republik Mazedonien, dort war er in der Begleitung der Beitrittsverhandlungen engagiert war. In seiner Zeit wurde auch die Österreich-Bibliothek Bitola wiedereröffnet (2012).
Diesen Posten verließ er September 2015.